# Out of the Woods
"Out of the Woods" é uma canção da cantora e compositora estadunidense Taylor Swift. Foi composta e produzida pela própria juntamente com Jack Antonoff, guitarrista da banda Fun, com Max Martin encarregando-se da produção vocal. Esta foi a segunda canção a ser lançada oficialmente de seu quinto álbum de estúdio 1989, servindo como o primeiro single promocional em 14 de outubro de 2014. Ela é a quarta faixa no alinhamento do álbum, sucedendo "Style".
"Out of the Woods" foi lançada como o sexto single oficial, com seu videoclipe correspondente tendo estreado em 31 de dezembro de 2015, durante o especial de fim de ano Dick Clark's New Year's Rockin' Eve, da rede de televisão ABC dos Estados Unidos. A canção foi lançada nas rádios norte-americanas em 12 de janeiro de 2016.

## Antecedentes
Swift divulgou uma prévia especial de 15 segundos de "Out of the Woods" no programa de televisão Good Morning America dos Estados Unidos em 13 de outubro de 2014. Swift chamou "Out of the Woods" de uma de suas "músicas favoritas neste álbum porque ela melhor representa 1989." Ela explicou que a canção é sobre:
"A fragilidade e a natureza quebrável de algumas relações. Este foi um relacionamento em que eu estava vivendo dia após dia me perguntando onde isso ia dar, se ia dar em alguma coisa, se ia terminar no dia seguinte."

## Lançamento
Em 14 de outubro de 2014, "Out of the Woods" foi inicialmente lançada apenas como um single promocional do álbum 1989, sem planos de ter um videoclipe ou um lançamento oficial.
Em 22 de dezembro de 2015, o programa estadunidense de televisão Good Morning America anunciou oficialmente o lançamento do videoclipe da canção a ser estreado durante o especial de fim ano Dick Clark's New Year's Rockin' Eve.
"Out of the Woods " também serve como o sexto single oficial do disco 1989, e foi lançada nas rádios norte-americanas em 12 de janeiro de 2016.

## Composição
"Out of the Woods " é uma canção de synthpop com influências de música pop dos anos 80. A faixa foi escrita por Swift e Antonoff e é a primeira canção que Swift escreveu para melodia já existente. Antonoff enviou uma versão inicial da canção sem vocais ou letra para Taylor, os quais ela então adicionou em apenas 30 minutos. Especulações a respeito de quem a canção se refere são muitas. A seção da ponte da canção faz referência ao incidente com uma moto de neve no qual Swift e seu ex-namorado, Harry Styles do grupo One Direction, supostamente se envolveram durante seu relacionamento. Max Martin produziu os vocais de Swift para a canção. E esta foi escrita no tom de sol maior, com os vocais de Swift abrangendo duas oitavas, entre Sol e Mi, e dura três minutos e cinquenta e cinco segundos (3:55).
Apresentando percussão e sintetizadores pesados, Antonoff descreveu que foi dada à música um arranjo que combina ambos com elementos dos anos 1980 e com elementos modernos. Uma Yamaha DX7 foi usada para os sons estilo anos 1980 na maioria das partes da canção, mas eles são contrabalanceados com o sintetizador Minimoog Voyager durante as seções de refrão, nos quais ele explicou, "Soa extremamente moderno para mim. Esse vai-e-vem." Antonoff também contribui com backing vocals. Ele disse: "Eu simplesmente cortei esse pedaço da minha voz cantando e comecei a fazer loop com ele repetidamente. Então eu comecei a bater em algumas baterias que eu tinha no estúdio e a bater no chão e a reproduzir todos estes sons para fazer este grande e bombástico loop soar com as reproduções em cima."
Em uma entrevista de outubro de 2014, à radio NPR, Swift forneceu uma explicação detalhada sobre a letra:

Essa frase está lá porque não é só a narração real, literal do que aconteceu em uma relação particular em que eu estava, é também uma metáfora. "Pisou nos freios cedo demais" poderia significar o sentido literal de, nós tivemos um acidente e tivemos que lidar com as conseqüências. Mas também, o relacionamento terminou mais cedo do que deveria porque havia muito medo envolvido. E essa música toca em um enorme sentimento de ansiedade que estava, tipo, perseguindo esse relacionamento em particular, porque nós realmente sentíamos a pressão de cada pessoa da mídia pensando que poderia elaborar a narrativa do que estávamos passando e debater e especular. Eu acho que nunca vai ser fácil para mim encontrar amor e bloquear todas essas vozes gritantes.

## Recepção da crítica
No geral, "Out of the Woods" recebeu avaliações positivas dos críticos quando do seu lançamento, com a revista Billboard dando à canção quatro estrelas e meia  de cinco. Sam Lansky da revista Time elogiou a faixa afirmando:
É o canto furioso daquele incrível refrão, toda a urgência de tirar o fôlego, e a distinta produção que ajudam Swift a realizar o mais incrível truque: Mesmo com letras que incluem algumas das suas mais autobiográficas confissões geradoras de manchete até hoje, a coisa mais interessante aqui não é sobre quem é a canção, mas sim, o quão diferente ela soa.
"Out of the Woods" ficou na 94ª posição na lista das 100 Melhores Faixas de 2014 da revista online Pitchfork Media. Regis Tadeu do Yahoo! criticou a faixa, dizendo que Swift:
"Parece uma menina de colégio americano fazendo homenagem à Bonnie Tyler, tão cafona é a canção."

## Desempenho comercial
Na parada Billboard Hot 100 a canção estreou e chegou à posição de número 18. A musica tornou-se a 61ª de Swift a entrar no Hot 100, fazendo dela a segunda artista feminina com mais canções a terem entrado na Billboard Hot 100, atrás apenas de Aretha Franklin (73). A canção estreou em número um na parada Hot digital Songs, vendendo 195.000 cópias e desbancando "Shake It Off", da própria Swift, do topo da parada. Ao fazê-lo, Swift tornou-se a primeiro artista a ocupar simultaneamente as duas posições mais altas duas vezes desde 2012, quando as suas canções "Ronan" e "We Are Never Ever Getting Back Together" ocuparam as duas primeiras posições. Taylor ficou em quarto lugar como a artista com o maior número de Canções Digitais a chegar a posição de número um, e empatou com Rihanna como a artista com mais canções a estrearem em primeiro lugar. "Out of the Woods" recebeu certificado de platina pela Recording Industry Association of America (RIAA) pela venda de mais de 1 milhão de cópias nos Estados Unidos.
Na Nova Zelândia, a canção estreou em sexto lugar, a estréia mais alta naquela essa semana. Na Austrália, ela estreou na posição vinte e um na parada Australian Singles Chart. Em sua primeira semana de lançamento, a canção vendeu 21.000 downloads no Canadá. A canção entrou no top 10 da parada canadense Canadian Hot 100, estreando e chegando à posição de número 8 na semana de 01 de novembro de 2014, tornando-se a estreia mais alta da semana. Ela caiu e saiu fora do Hot 100 daquela país uma semana depois.

## Videoclipe

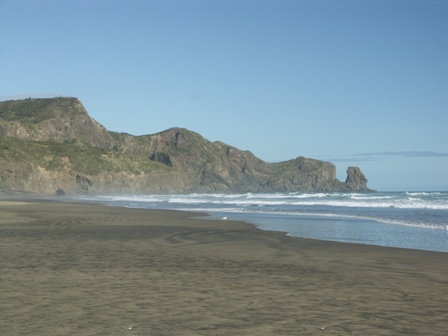
Parte do videoclipe de "Out of the Woods" foi filmada na Praia de Bethells, oeste de Auckland, Nova Zelândia.

O videoclipe da canção, dirigido por Joseph Kahn, estreou no especial de fim de ano Dick Clark's New Year's Rockin' Eve with Ryan Seacrest da rede de televisão ABC dos Estados Unidos em 31 de dezembro de 2015, na véspera de ano-novo. Esta foi a quarta colaboração visual de Swift e Kahn no álbum 1989, seguindo "Blank Space", "Bad Blood" e "Wildest Dreams".
O vídeo foi filmado ao ar livre na Nova Zelândia, nas montanhas de Queenstown e na Praia de Bethells. Durante as filmagens, ocorreu uma forte tempestade, derrubando árvores em torno deles. Após evacuarem o local, as filmagens foram retomadas uma semana mais tarde.

### Sinopse do vídeo
O vídeo começa com a legenda em língua inglesa "She lost him" (em língua portuguesa: "Ela o perdeu"), a seguir, Swift é primeiro vista na praia com os pés descalços e vestindo apenas um vestido azul. Ela atravessa o que parece ser uma floresta encantada que se formou em torno dela, perseguida por uma matilha de lobos que rasgam o seu vestido azul enquanto ela se luta para escapar de algumas que a seguem constantemente. Em seguida, ela encontra-se em locais diferentes, que representam os quatro elementos básicos da natureza, ao longo de todo o vídeo, como montanhas cobertas de neve, um oceano, uma paisagem árida, um local enlameado, e uma floresta em chamas. No final do vídeo, a "floresta" pela qual ela estava rastejando desaparece, à medida que ela encontra uma praia, onde uma outra versão dela está esperando na beira-mar, enquanto ela caminha até ela. O vídeo termina com a legenda "She lost him, but she found herself, and somehow that was everything.", traduzido para a língua portuguesa como "Ela o perdeu, mas ela encontrou a si mesma, e de alguma forma isso significou tudo.", a qual fazia parte das mensagens secretas da mesma música no encarte de seu álbum 1989.
Sharan Shetty da revista norte-americana on-line Slate escreveu que o tema da canção, a ansiedade, "é literalizado a um grau extremo no vídeo da música". Peter Sblendorio do jornal New York Daily News o considerou "talvez o seu mais impressionante vídeo até agora" e elogiou os visuais como sendo "de encher os olhos". A revista People também o chamou de "um vídeo de encher os olhos", enquanto que a revista Billboard concordou com a deslumbramento do clipe. Escrevendo para a revista Spin, Harley Brown descreveu o vídeo como sendo "fantasticamente cinematográfico". Dominique Mosbergen do site The Huffington Post chamou o videoclipe de "inesquecível".

## Apresentações ao vivo
Swift cantou pela primeira vez a canção como parte de seu especial "1989 Secret Sessions" para a rádio IHeart Radio na Cidade de Nova York, no dia em que 1989 foi lançado, em outubro de 2014. Ela então cantou a canção em Nova York no programa Good Morning America, em 30 de outubro de 2014, na ocasião ela também cantou as músicas "Welcome to New York" e "Shake It Off.
Em outubro de 2015, Swift cantou a música em seu violão na Ilha de Hamilton, Austrália, onde a estação de rádio Nova 96,9 organizou uma pequena apresentação com a cantora e alguns de seus fãs.
Ela também cantou uma versão no piano de "Out of the Woods" no The Grammy Museum na cidade de Los Angeles, onde ela fez uma apresentação acústica para comemorar o sucesso da exibição feita sobre ela naquele museu, a qual bateu recorde de público, em 30 de outubro de 2015.
A canção também fez parte do repertório oficial apresentada nos espetáculos da turnê mundial de The 1989 World Tour.
Sua versão também foi incluída no álbum de vídeo intitulado de The 1989 World Tour Live, gravado em 28 de novembro de 2015 no ANZ Stadium na cidade de Sydney na Austrália, durante uma apresentação que teve o comparecimento de 75.980 pessoas, foi dirigido por Jonas Åkerlund.

## Covers
O cantor Ryan Adams gravou uma versão soft rock de "Out of the Woods" para o seu álbum de regravação 1989. O redator do portal Yahoo!, Oscar Gracey, disse que a versão de Adams:
"Nos faz querer caminhar por uma floresta, encontrar uma clareira, e lamentar as relações que não bem certo."

## Créditos
Créditos adaptados do encarte de 1989.
- Taylor Swift – vocais principais, composição, produção
- Jack Antonoff – composição, produção, vocais de apoio, violão, guitarra, teclado, baixo, bateria
- Max Martin – produção vocal
- Laura Sisk – gravação
- Brendan Morawski – assistente de gravação
- Sam Holland – gravação
- Serban Ghenea – mixagem
- John Hanes – engenheiro de mixagem
- Tom Coyne – pós-produção

## Desempenho nas tabelas musicais

### Posições
| Parada (2014)                                      | Melhor posição |
| -------------------------------------------------- | -------------- |
| Austrália - ARIA Charts                            | 19             |
| Áustria - Ö3 Austria Top 40                        | 64             |
| Canadá - Canadian Hot 100                          | 8              |
| Dinamarca - Tracklisten                            | 23             |
| Estados Unidos - Billboard Hot 100                 | 18             |
| Estados Unidos - Pop Songs                         | 28             |
| Espanha - Promusicae                               | 22             |
| Finlândia - Suomen virallinen lista                | 24             |
| França - SNEP                                      | 70             |
| Hungria - Single Top 40                            | 37             |
| Nova Zelândia - RIANZ                              | 6              |
| Reino Unido - UK Singles (Official Charts Company) | 136            |

### Certificações
| Região (Empresa)      | Certificação |
| --------------------- | ------------ |
| Austrália (ARIA)      | Ouro         |
| Estados Unidos (RIAA) | Platina      |

## Histórico de lançamento
| País           | Data                  | Formato                               | Gravadora   |
| -------------- | --------------------- | ------------------------------------- | ----------- |
| Estados Unidos | 14 de outubro de 2014 | Download digital (single promocional) | Big Machine |
| Estados Unidos | 12 de janeiro de 2016 | Rádios mainstream (single oficial)    | Big Machine |

## Out Of The Woods (Taylor's Version)
"Out Of The Woods (Taylor's Version)" é a versão regravada de "Out Of The Woods" lançada por Swift em 27 de outubro de 2023, via Republic Records, junto ao 1989 (Taylor's Version). O lançamento representa uma parte da música regravada de Swift após a disputa pela propriedade dos masters de sua discografia mais antiga.

### Antecedentes e lançamento
Após a disputa com a Big Machine Records em 2019 sobre os direitos dos masters de seus primeiros seis álbuns, incluindo 1989, Swift anunciou sua meta de regravar cada um desses álbuns. Durante o penúltimo show em Los Angeles de sua sexta turnê The Eras Tour, os fãs notaram que, após o fim da apresentação, as pulseiras de LED piscaram em azul cinco vezes, assim como ocorreu no anúncio do Speak Now (Taylor's Version). No último show da primeira leg americana, em 9 de agosto, Swift deu vários indícios relacionados ao anúncio do 1989 (Taylor's Version): as roupas nos blocos do Speak Now, folklore, set acústico e do próprio 1989 foram alteradas para a cor azul, o site oficial de vendas exibiu um layout de céu azul com gaivotas durante a performance da era, e o teto do SoFi Stadium foi iluminado com o título do álbum. Swift confirmou 1989 (Taylor's Version) como sua próxima regravação antes da performance do set acústico, com o lançamento marcado para 27 de outubro de 2023, exatos nove anos após o lançamento original do 1989. O primeiro trecho de "Out Of Woods (Taylor's Version)" foi apresentado no trailer do filme de animação Migration, com previsão de lançamento para 22 de dezembro de 2023. 1989 (Taylor's Version) foi lançado em 27 de outubro de 2023, marcando a quarta regravação de Swift. A edição padrão foi disponibilizada em serviços de streaming, bem como em formatos físicos como fita cassete, CD e vinil, além da regravação da faixa.